# Gisbel Morales
Gisbel Morales (ur. 13 października 1978) – kubański piłkarz występujący na pozycji pomocnika. Zawodnik klubu FC Pinar del Río.

## Kariera klubowa
W 2002 roku Morales rozpoczął grę w klubie FC Pinar del Río. W 2006 roku zdobył z nim mistrzostwo Kuby.

## Kariera reprezentacyjna
W reprezentacji Kuby Morales zadebiutował w 2002 roku. W 2005 roku znalazł się w drużynie na Złoty Puchar CONCACAF, który Kuba zakończyła na fazie grupowej. Wystąpił na nim w spotkaniach z Kostaryką (1:3) i Kanadą (1:2).
W 2007 roku Morales ponownie został powołany do kadry na Złoty Puchar CONCACAF. Zagrał na nim w meczach z Meksykiem (1:2), Panamą (2:2) i Hondurasem (0:5), a Kuba odpadła z turnieju po fazie grupowej.